# Germaine Pichot
Germaine Pichot (París, 1 de desembre de 1880 - París, 2 de desembre de 1948) és el nom amb què era coneguda Laure Antoine Gargallo, modista, ballarina en alguns cabarets del Paris del 1900 i model pictòrica de molts artistes del moment.
Nasqué al número 36 del Boulevard Ornano, a Paris, filla de Stanislas Thomas Gargallo, aprenent de pintor, nascut a Sant Flor, a la regió d'Alvèrnia, i de Julie Marie Riss, modista nascuda a Beaucourt. Al mes d'octubre de 1898 es casà amb l'escultor Vital Florentine. La primavera de 1900 Laure Gargallo conegué Ricard Canals i Isidre Nonell –per a qui començà a fer de model–, que eren veïns seus de la Rue Gabrielle, al barri de Montmartre, i a la tardor a Carles Casagemas i Pablo Picasso, que feren un viatge a París i s'instal·laren a casa de Nonell.
Fou l'amor platònic de Carles Casagemas, que, quan la conegué, en feu el seu principal tema de dibuix, fruit del seu enamorament. En no ser correspost, el 17 de febrer del 1901, al Cafè de l’Hyppodrome, 128 Boulevard de Clichy, disparà contra Germaine sense encertar, abans de posar fi a la seva vida. Germaine Inicia aleshores una relació amb Picasso, a qui deixaria el 1902 per Ramon Pichot, amb qui es casaria uns anys després, el 1908, i amb qui viuria fins al 1925, en què el pintor va morir.

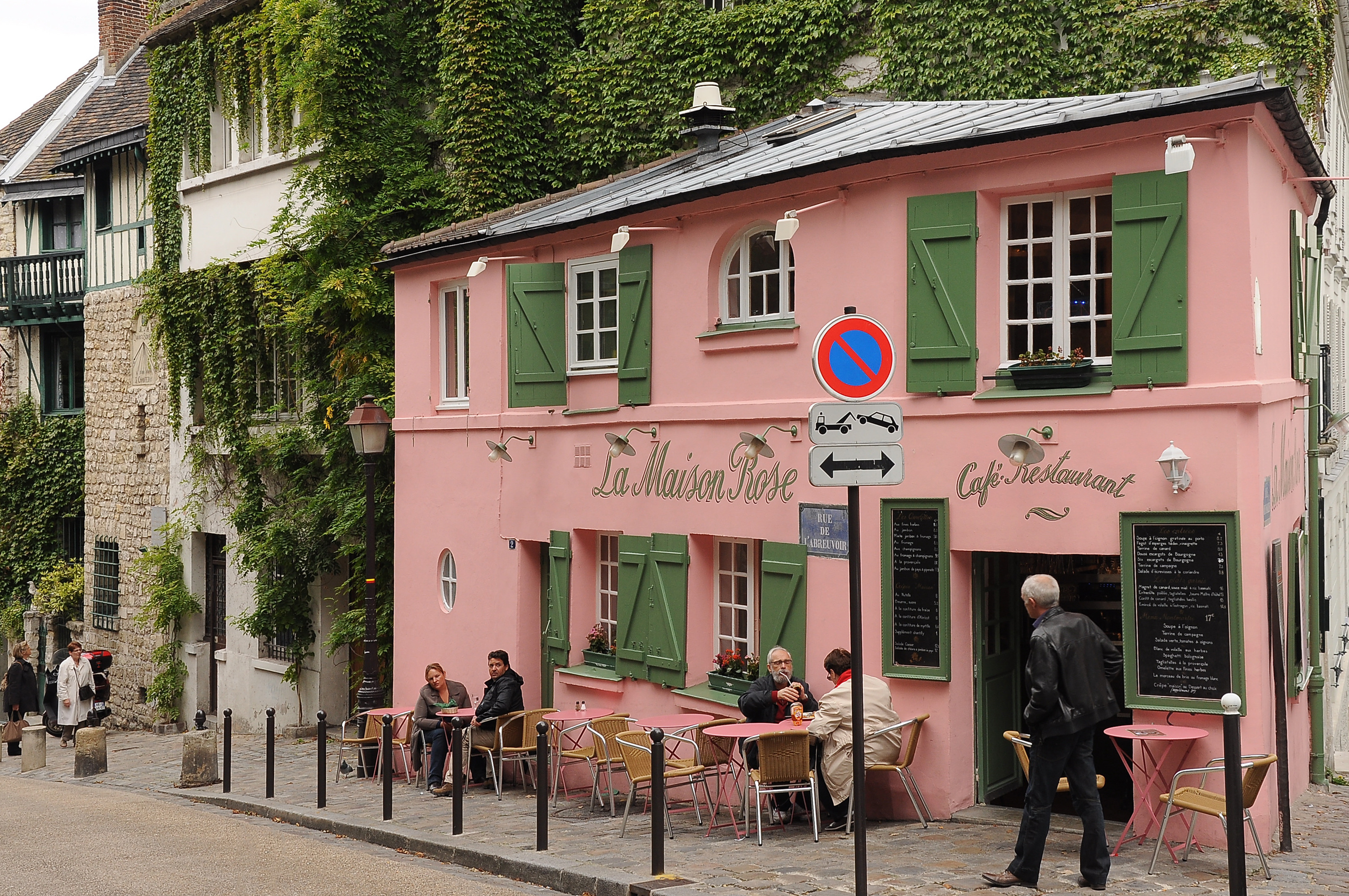
La Maison Rose, que havia regentat Germaine Gargallo

Després d'una breu estada a Marsella entre 1920 i 1922, la parella tornà a París, on Germaine Gargallo regentà des de 1922 un bistrot, la Maison Rose. Situat al carrer dels Saules, ocupava la planta baixa de la casa, mentre que Pichot tenia el taller de pintura al primer pis.
En els darrers anys Germaine Gargallo restablí un cert contacte amb Picasso, de qui rebé algun suport i amb qui mantingué aleshores una relació epistolar fins a la mort. Està enterrada al cementiri de Saint-Vincent, a Montmartre.